# Linha vulcânica dos Camarões

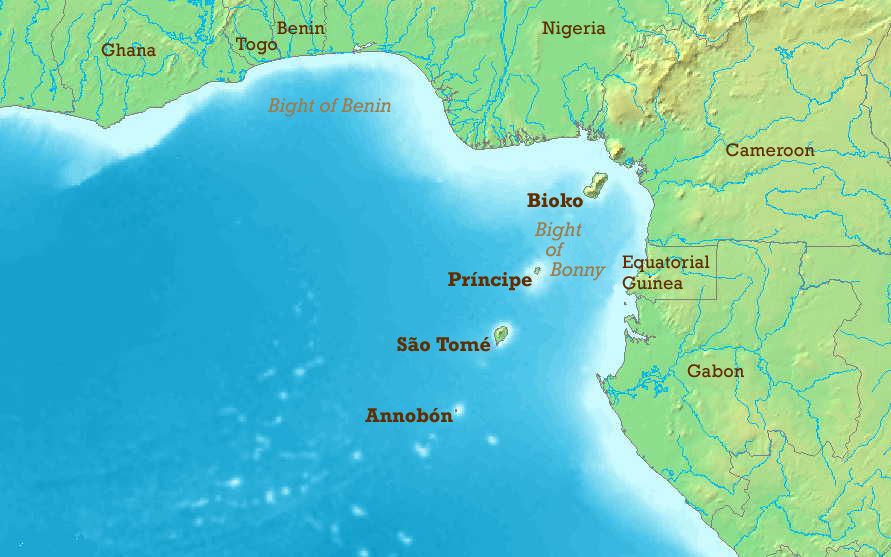
Mapa do Golfo da Guiné, mostrando a cadeia de ilhas formadas pela linha vulcânica dos Camarões

A Linha vulcânica dos Camarões é uma falha geológica ou rifte que se estende ao longo da fronteira leste da Nigéria e fronteira oeste dos Camarões, desde o Monte Camarões no Golfo da Guiné e para norte e leste em direcção ao lago Chade. Caracteriza-se por um conjunto de cadeias montanhosas e vulcões conhecidos como Cordilheira dos Camarões ou Terras altas dos Camarões.
A linha teve a sua origem há cerca de 80 milhões de anos quando a placa africana efectuou uma rotação no sentido contrário aos ponteiros do relógio. O rifte resultante abriu condutas magmáticas que permitiram a formação de uma fileira de vulcões. Nove destes são ainda considerados activos, tendo a última erupção ocorrido em 2000 no Monte Camarões. Outras montanhas na cordilheira incluem os Montes Bamboutos, o Monte Etinde e o Monte Manengouba. A porção do rifte que se estende pelo Atlântico dentro, foi responsável pela formação de uma fiada de ilhas que incluem Ano-Bom, Bioko, São Tomé e Príncipe. Estas são por vezes referidas como ilhas do Golfo da Guiné.
Na tectónica de placas, o local de junção de três placas tectónicas tem o nome de junção tripla. A linha vulcânica dos Camarões é uma fractura que começa num destes pontos a alguma distância no Atlântico. Como esta fractura não continua até à placa europeia, esta é um exemplo de aulacógeno, ou seja, um braço falhado da junção tripla.
A cordilheira dos Camarões é o lar da Floresta das Terras Altas dos Camarões, um enclave de florestas de altitude composto por flora afromontana e rodeada, a altitudes mais baixas, pela floresta baixa da Guiné perto da costa, mosaico floresta-savana em direcção ao interior e pela savana sudanesa a norte.